# Omiodes asaphombra
Omiodes asaphombra е вид насекомо от семейство Crambidae.

## Разпространение
Видът е разпространен в САЩ (Хавайски острови).